# Forschungsinstitut für Industrietechnologie

ITRI-Hauptgebäude

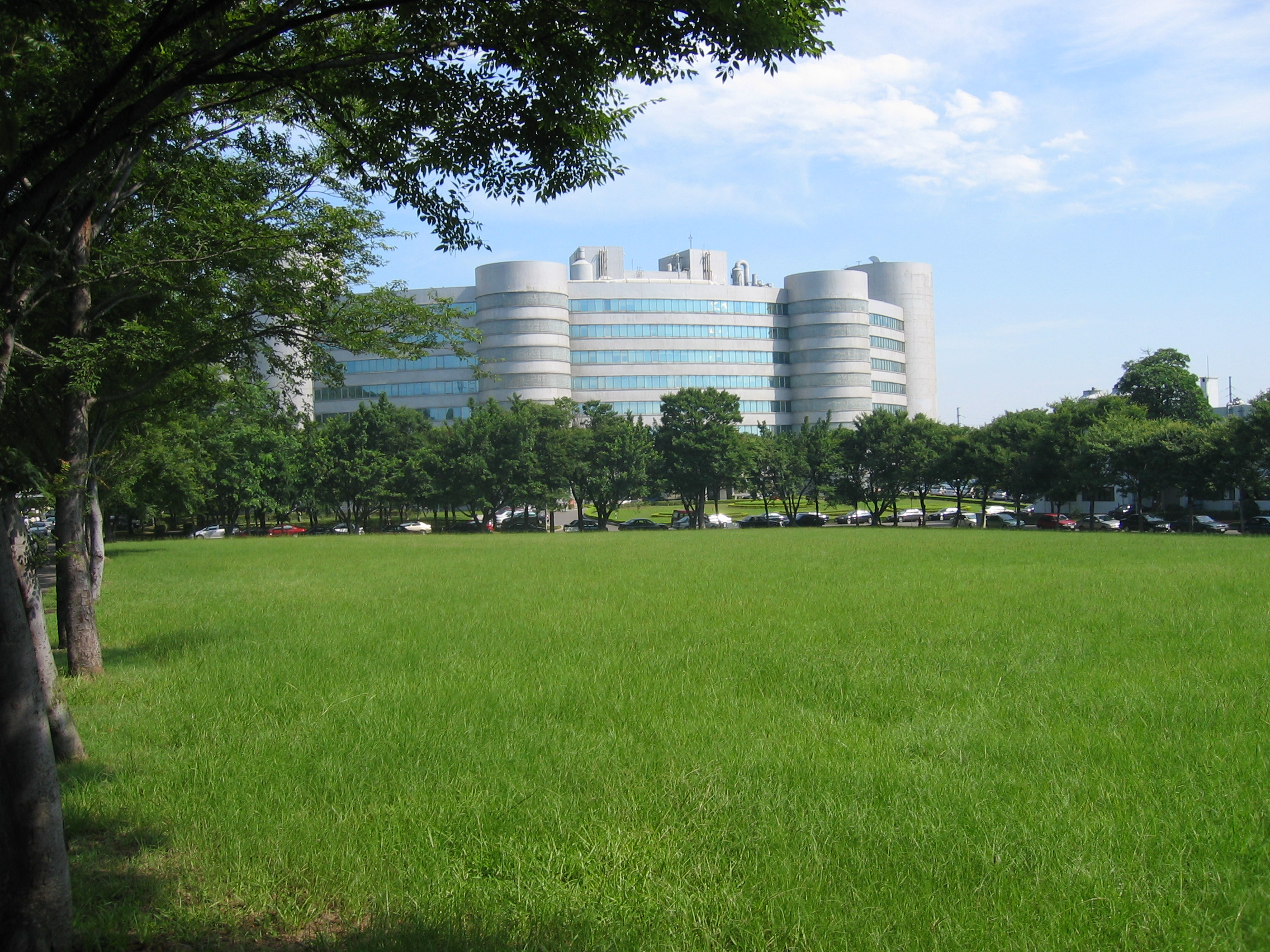
Gebäudekomplex von außen

Das Forschungsinstitut für Industrietechnologie, auch industrielle Technologie, (ITRI, chinesisch 工業技術研究院, Pinyin Gōngyè jìshù yánjiù yuàn, englisch Industrial Technology Research Institute, kurz 工研院) ist ein 1973 gegründetes Forschungs- und Entwicklungsinstitut, dessen Hauptstandort in der Stadt Hsinchu in der Republik China (Taiwan) angesiedelt ist. Das ITRI spielte eine Schlüsselrolle beim Übergang Taiwans von einer arbeitsintensiven zu einer innovationsgetriebenen Hochtechnologiegesellschaft und bei der Entwicklung der taiwanischen Halbleiterindustrie in den 1970er bis 1990er Jahren.
Das ITRI hat weltweit Beachtung gefunden als ein Modell einer erfolgreichen, staatlich gesteuerten industriellen Entwicklungspolitik.

## Geschichte
Anfang der 1970er Jahre realisierten die Verantwortlichen im Wirtschaftsministerium Taiwans, dass die Mikroelektronik bei der zukünftigen industriellen Entwicklung eine immer größer werdende Rolle spielen würde. Es wurde der Entschluss gefasst, die Forschungskapazitäten Taiwans in dieser Richtung zu bündeln und zu konzentrieren. Dazu wurden drei existierende Forschungszentren für die Chemische Industrie, Mineralien und Mechanisierung, die alle unter der Regie des Wirtschaftsministeriums standen, zusammengelegt. Nachdem die gesetzgeberischen Voraussetzungen geschaffen waren, wurde das ITRI im am 5. Juli 1973 in Hsinchu offiziell gegründet.
Von Anbeginn an war ITRI als unterstützendes oder Service- und Entwicklungsinstitut für die Industrie konzipiert. Es war auch nicht dem taiwanischen Wissenschaftsrat oder dem Wissenschaftsministerium, sondern dem Wirtschaftsministerium unterstellt. Hier sollte im Gegensatz zu anderen Wissenschafts- und Forschungsinstitutionen Taiwans keine Grundlagenforschung, sondern ausschließlich angewandte Forschung betrieben werden. Die Aufgabenfelder des ITRI lagen in fünf Bereichen: (1) der Effizienzsteigerung und Optimierung industrieller Technologien, (2) der Entwicklung flexibler, kommerziell anwendbarer und fortgeschrittener Technologien, (3) dem Technologietransfer in die Industrie, (4) der Unterstützung kleinerer und mittlerer Unternehmen bei ihrer technologischen Aufrüstung, und (5) der Aus- und Weiterbildung industrieller Spezialkräfte.
Großen Wert legte ITRI von Anbeginn an auf den letztgenannten Punkt der Ausbildung von Humanressourcen. Einerseits wurden Fachkräfte (oft Auslandstaiwaner) angeworben, andererseits ermöglichte das Institut seinen Mitarbeitern die Fortführung ihrer akademischen Ausbildung in Form von Master-Programmen und Doktoratsstudien und finanzierte Stipendien für seine Mitarbeiter an amerikanische Spitzenuniversitäten. Anfänglich war der verhältnismäßig geringe Anteil an hochqualifizierten promovierten Mitarbeitern ein Problem, weil ITRI seine Mitarbeiter für Weiterbildungen häufig mit teuren Stipendien ins Ausland senden musste. Mit dem Anwachsen der Zahl der promovierten Mitarbeiter in den nachfolgenden Jahrzehnten konnten institutseigene Ausbildungsprogramme realisiert werden.
| Startups und Spinoffs         | 281    |
| Industriedienstleistungen     | 18.119 |
| Technologietransferleistungen | 613    |
| Patentanmeldungen             | 28.227 |

Initial bestand ITRI aus drei Abteilungen mit 400 Angestellten, deren Aktivitäten vollständig durch ein staatliches Budget von 213 Millionen NT$ finanziert wurden. In den folgenden 20 Jahren restrukturierte und verfeinerte ITRI seine Organisation in Wechselwirkung mit der sich im taiwanischen Umfeld entwickelnden Industrien. Großen Einfluss auf die Entwicklung der IC-Industrie übte die 1974 gegründete Forschungs- und Entwicklungsorganisation für Elektronik (Electronics Research and Service Organization, ERSO) des ITRI über den Technologieimport und -Transfer sowie die Ausbildung von Fachkräften aus. Ein Problem in den Anfangsjahrzehnten war der hohe turnover des Personals, der dadurch bedingt war, dass in der boomenden Privatindustrie weit höhere Gehälter bezahlt wurden und Fachkräfte rar waren. Die jährliche Mitarbeiterfluktuation lag bei 20–30 %. Ein kontinuierlicher stabilisierender Faktor war das taiwanische Verteidigungsministerium, das über die Weiterentwicklung der Militärtechnologie ein indirektes Interesse am ITRI hatte und seinen Wehrdienstleistenden (insbesondere Studenten der taiwanischen Spitzenuniversitäten NTU, NTHU und NCTU) die Möglichkeit eröffnete, am ITRI zu arbeiten und diese im Gegenzug zu längerbefristeten Arbeitsverträgen verpflichtete.
1994 stellte die taiwanische Regierung die direkte finanzielle Unterstützung ein und seitdem finanziert sich ITRI über direkte Regierungsaufträge bzw. zu mehr als zur Hälfte über Auftragsforschung für die Privatindustrie.

## Bedeutung für die Entwicklung der taiwanischen Halbleiterindustrie
| Jahr | Unternehmen                                       |
| ---- | ------------------------------------------------- |
| 1980 | United Microelectronics Corporation (UMC)         |
| 1983 | Syntek Semiconductor Ltd                          |
| 1983 | Holtek Semiconductor Inc.                         |
| 1985 | Proton                                            |
| 1986 | Silicon Integrated Systems                        |
| 1987 | Taiwan Semiconductor Manufacturing Company (TSMC) |
| 1987 | Hualon Microelectronics                           |
| 1987 | Winbond                                           |
| 1988 | Taiwan Mask Corporation (TMC)                     |
| 1990 | Etron                                             |
| 1996 | Vanguard International Semiconductor (VIS)        |

Das ITRI und darin insbesondere das ERSO übte über den Technologieimport und -Transfer sowie die Ausbildung von Fachkräften erheblichen Einfluss auf die Entwicklung der IC-Industrie in Taiwan aus. 1976 wurde ein Kooperationsvertrag mit dem amerikanischen Elektronikhersteller Radio Corporation of America (RCA) abgeschlossen, der in der Folge im Jahr 1977 zur Einrichtung einer kleinen Demonstrations-Fertigungsanlage für 7,5-µm-CMOS-Bauelemente, wie sie beispielsweise in elektronischen Uhren verwendet wurden, führte. Diese kleine Produktionsanlage wurde immer weiter optimiert und übertraf später sogar die Qualitätsstandards der Anlagen in der RCA-Firmenzentrale. Nach diesem Erfolg wurde im Jahr 1980 die erste Ausgründung, United Microelectronics Corporation (UMC) gegründet, indem die gesamte Produktionsanlage ausgegliedert wurde. In der Anfangsphase waren ITRI-Mitarbeiter intensiv an der technischen Betreuung des Unternehmens beteiligt, dessen Anlagen bis 1982 im Testbetrieb liefen. Eine Reihe von selbst entwickelten Produkten wurden seitens ITRI zu sehr niedrigen Preisen an UMC abgetreten und viele ITRI-Mitarbeiter wechselten ins Management und die technische Entwicklungsabteilung von UMC. Letztlich war die Ausgründung außerordentlich erfolgreich. Im April 1982 begann UMC mit der Herstellung von 4-Zoll-Wafern, erreichte im November desselben Jahres die Gewinnzone und galt im Jahr 1985 als das profitabelste Unternehmen unter den 500 größten Privatunternehmen Taiwans.
Im Juli 1977 ging ITRI eine weitere Kooperation mit der US-Firma International Material Research (IMR) ein, bei dem es um den Technologietransfer für die Technologie der Duplikation von Fotomasken ging. Auch hieraus entstand letztlich eine Ausgründung, Taiwan Mask, das im Oktober 1988 gegründet wurde.
Im Jahr 1983 schloss ITRI mit Mosel Vitelic, einer kleinen Firma, die von Auslandschinesen in den USA gegründet worden war, einen Kooperationsvertrag zur gemeinsamen Entwicklung von 1,5-µm-CMOS- und 64K- bis 256K-DRAM-Speicherbausteinen. 1985 wurde dieses Entwicklungsziel erreicht und ein Design-Zentrum am ITRI eingerichtet, das einheimische Hersteller bei der Entwicklung von IC-Produkten und Dienstleistungen unterstützen sollte. Im Februar 1987 wurde die Taiwan Semiconductor Manufacturing Company (TSMC) als weiterer Ableger des ITRI gegründet, nachdem im Vorjahr eine Versuchsanlage zur Herstellung von 6-Zoll-VLSI in Betrieb gegangen war. Maßgebend konzeptionell an der Gründung beteiligt war Morris Chang, der seit 1985 Direktor des ITRI war. ITRI tat alles, um zu gewährleisten, dass das neue Unternehmen (die erste Foundry weltweit) zu einem Erfolg wurde. Die gesamte Produktionsanlage, die etwa 100 Mio. US$ Entwicklungskosten und 5 Jahre Entwicklungszeit gekostet hatte, wurde dem neuen Unternehmen gewissermaßen „schlüsselfertig“ zusammen mit mehr als 100 fertig ausgebildeten Mitarbeitern überlassen. Die Finanzierung der Unternehmensgründung gestaltete sich nicht unproblematisch, da einheimische Firmen trotz des vorherigen Erfolgs mit UMC mit Investitionen zögerten. Schließlich wurde Philips als Investor gewonnen. Morris Chang handelte mit Philips aus, dass TSMC als eigenständiges Unternehmen gegründet wurde, und nicht als Ableger von Philips. 40 % der anfänglichen TSMC-Anteile hielt die taiwanische Regierung und 26,6 % Philips. Die Gründung war minutiös geplant und schon in den ersten zwei Jahren seiner Existenz erwirtschaftete das neue Unternehmen 2 Milliarden NT$ Gewinn. Insbesondere die Kooperation mit dem weltweit operierenden Elektronikkonzern Philips erwies sich für den Newcomer TSMC als hilfreich.

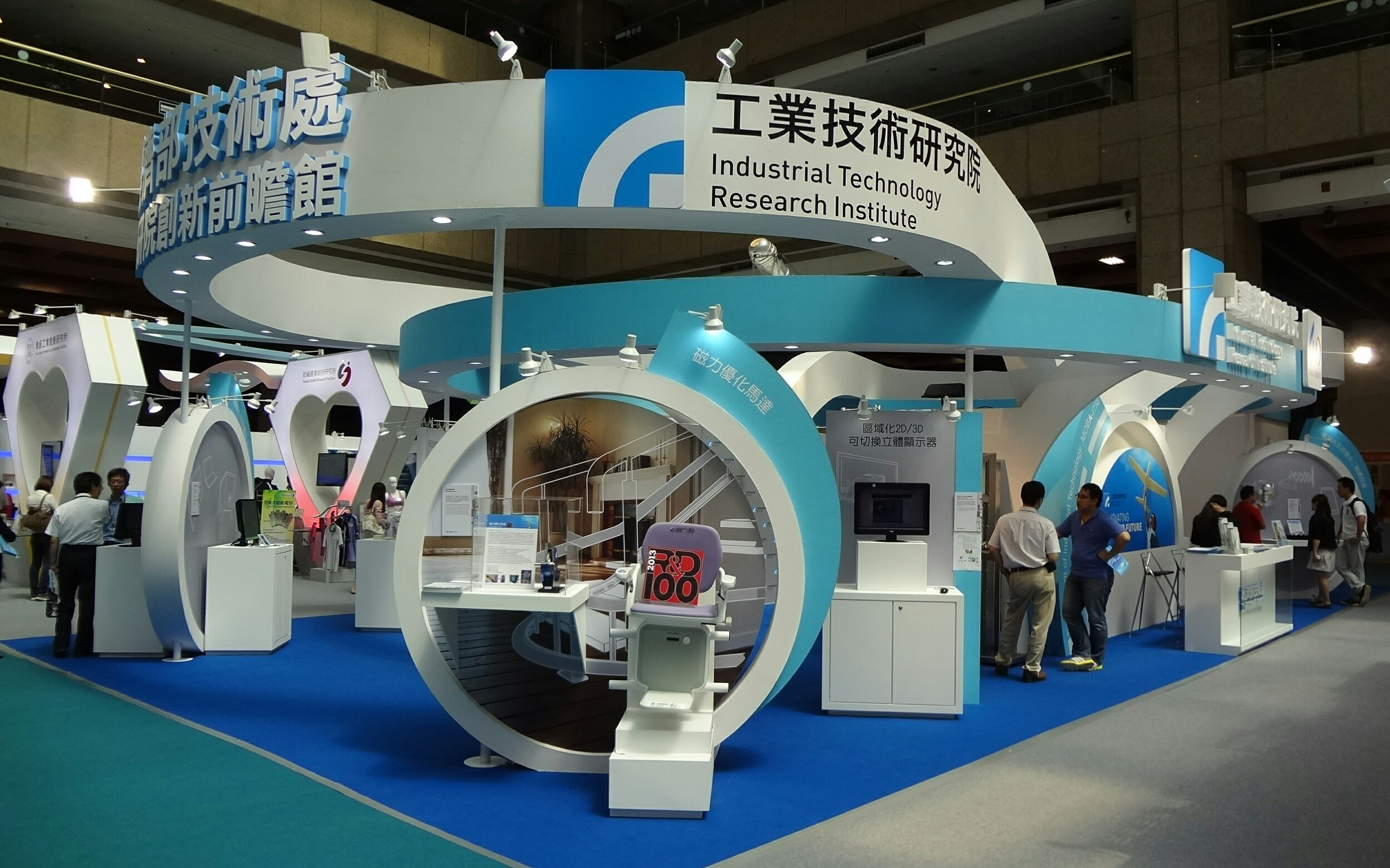
ITRI-Stand auf der Internationalen Erfinder- und Technologiemesse in Taipeh (TINST, 2013)

Ab Anfang der 1990er Jahre nahm das ITRI einen Plan zur Entwicklung einer „Sub-Mikron-Technologie“ in Angriff, mit dem Ziel, erneut ein Unternehmen auszugründen, das das Know-how für die 8-Zoll-Wafer-Massenproduktion entwickeln sollte. Dieser Plan stieß jedoch auf den Widerstand der mittlerweile herangewachsenen heimischen IT-Unternehmen, die befürchteten, dass das neue Unternehmen sie verdrängen könnte. Nach langen Diskussionen zwischen Regierung und Privatwirtschaft wurde der Plan in enger Zusammenarbeit mit heimischen IT-Unternehmen (darunter UMC und TSMC) erfolgreich umgesetzt und eine 0,35-µm-Verarbeitungsplattform entwickelt werden. Mit dieser Prozessierungstechnologie lag Taiwan erstmals auf diesem Sektor auch technologisch in der Weltspitzengruppe (zusammen mit den USA und Japan). Im September 1994 wurde als ITRI-Ausgründung Vanguard International Semiconductor gegründet.
Neben den genannten vier Ausgründungen profitierten zahlreiche private, im ITRI-Umfeld gegründete IT-Unternehmen vom Technologietransfer des ITRI. Dazu gehörten die IC-Design-Unternehmen Syntek Semiconductor Ltd und Holtek Semiconductor Inc. (beide 1983 gegründet), Proton (1985) und Silicon Integrated Systems (1985). Von den IC-Herstellern Advanced Device Technology Inc. (ADT) (1986), Hualon Microelectronics und Winbond (1987).
Das ITRI wurde zur Ausbildungsstätte eines großen Teils der taiwanischen IT-Spezialisten. Nach ITRI-Angaben arbeiteten von 13.995 ehemaligen ITRI-Angestellten aus den Jahren 1973 bis 2000 11.065 (85 %) später in der Industrie und nur 15 % in akademischen oder staatlichen Institutionen – ein deutlich höherer Anteil als in vergleichbaren Institutionen in den USA oder anderen Ländern.
|                          | 1987 | 1988 | 1989 | 1990 | 1991  | 1992  | 1993 | 1994 | 1995  | 1996  | 1997  | 1998  | 1999  | 2000  |
| ------------------------ | ---- | ---- | ---- | ---- | ----- | ----- | ---- | ---- | ----- | ----- | ----- | ----- | ----- | ----- |
| Zahl der Unternehmen     | 4    | 6    | 6    | 8    | 10    | 10    | 10   | 11   | 12    | 15    | 17    | 20    | 21    | 16    |
| Gewinne (Mrd. NT$)       | 3,8  | 4,4  | 7,6  | 9,08 | 16,79 | 23,46 | 41,5 | 70,0 | 119,3 | 125,6 | 153,2 | 169,4 | 264,9 | 468,6 |
| Wachstumsrate (%)        | 5,5  | 15,8 | 72,7 | 19,5 | 84,9  | 39,7  | 76,9 | 68,7 | 70,4  | 5,3   | 22,0  | 10,6  | 56,4  | 76,9  |
| Fertigungskapazität (µm) | 2,0  | 1,5  | 1,2  | 1,0  | 0,8   | 0,8   | 0,6  | 0,5  | 0,45  | 0,35  | 0,3   | 0,25  | 0,18  | 0,13  |

## Zweigstellen und internationale Büros
In Taiwan hat ITRI neben dem Hauptsitz in Hsinchu noch eine Zweigstelle im Stadtbezirk Da’an von Taipeh, außerdem drei Campusse in den Stadtbezirken Liujia und Annan von Tainan, sowie in der Stadt Nantou.
ITRI unterhält fünf internationale Büros: in Tokio, San José (Kalifornien), Berlin, Eindhoven und Moskau.

## Organisation
ITRI ist gegenwärtig (2019) in sechs Forschungslabore organisiert:
1. Forschungslabore für biomedizinische Technologie und Geräte (Biomedical Technology and Device Research Laboratories)
2. Forschungslabore für Grüne Energie und Umwelt (Green Energy and Environment Research Laboratories)
3. Chemische und Materialforschungslabore (Material and Chemical Research Laboratories)
4. Forschungslabore für Mechanik und Mechatronik (Mechanical and Mechatronics Systems Research Laboratories)
5. Forschungslabore für Informations- und Kommunikationstechnik (Information and Communications Research Laboratories)
6. Forschungslabore für Elektronik und Optoelektronik (Electronic and Optoelectronic System Research Laboratories)

Außerdem gibt es acht Zentren:
1. Zentrum für Messstandards (Center for Measurement Standards)
2. Zentrum für Service-Systemtechnologie (Service Systems Technology Center)
3. Internationales Strategiezentrum für Industrie, Wissenschaft und Technologie (Industry, Science and Technology International Strategy Center)
4. Zentrum für Intelligente Mikrosystem-Technologie (Smart Microsystems Technology Center)
5. Zentrum für Lasertechnologie und Additive Fertigung (Laser and Additive Manufacturing Technology Center)
6. Zentrum für Computational-Intelligence-Technologie (Computational Intelligence Technology Center)
7. Zentrum für Technologietransfer und rechtliche Aspekte (Technology Transfer and Law Center)
8. Zentrum für Kommerzialisierung und Industriedienstleistungen (Commercialization and Industry Service Center)